# جيرالد جويس
جيرالد جويس (بالإنجليزية: Gerald Joyce) هو عالم كيمياء حيوية أمريكي، ولد في 28 نوفمبر 1956.